# Sweltsa lepnevae
Sweltsa lepnevae är en bäcksländeart som beskrevs av Zhiltzova 1977. Sweltsa lepnevae ingår i släktet Sweltsa och familjen blekbäcksländor. Inga underarter finns listade i Catalogue of Life.